# Euphorbia hararensis
Euphorbia hararensis är en törelväxtart som beskrevs av Ferdinand Albin Pax. Euphorbia hararensis ingår i släktet törlar, och familjen törelväxter.
Artens utbredningsområde är Etiopien. Inga underarter finns listade i Catalogue of Life.